# Józef Kremer
Józef Kremer (22. února 1806, Krakov – 2. června 1875, Krakov), polský spisovatel filosofický a aesthetik. Studoval v Krakově, Berlíně, Heidelbergu a Paříži. Z jeho spisů (sebrané vydání pořídil Henryk Struve – Varšava 1877–1881, 12 sv.) uvádíme Wykład systematyczny filozofii (Krakov 1849–1852, 2 sv.), Listy z Krakowa (Vilno, 1843–1855, 3 sv.), Podróż do Włoch (1859-1863, 6 sv.).
Kremer byl profesorem filosofie a rektorem na Jagelonské universitě v Krakově: 1847 byl mimořádným profesorem; 1850 řádným profesorem; 1865 děkanem fakulty filosofie; v akademickém roce 1870-1871 byl rektorem. Byl členem Polské akademie věd od den jejího založení (1872). Byl profesorem historie umění a estetiky Akademie krásných umění v Krakově.
Kremer byl prvním představitelem hegeliánství v Polsku. V roce 1843 vydal první svazek práce Listy z Krakowa, disertační práci o estetice v hegeliánském duchu (svazky 1-3, Vilnius 1855-1856), které mu přinesly uznání a renomé. Také jeho Wykład systemeticzny filozofii (svazek 1, Krakov 1849; svazek 2 Vilnius, 1852), nehledě na práci Karola Libelta, první systematická učebnice filosofie v Polsku 19. věku, byl dobře přijat.
Kremerova popularita a věhlas byly nicméně zajištěny primárně jeho dílem Podróż do Włoch (Cesta do Itálie, svazky 1-5, Vilnius, 1859-1864), která brzy nalezla své místo mezi klasickou polskou literaturou a výňatky z nich byly včleněny do učebnic a sbírek v tehdejší době. Díky úsilí Henryka Struveho byla v letech 1877-1880 ve Varšavě vydány dvanácti svazkové Kremerovy sebrané spisy. Žádný jiný současný polský filosof se nemohl pyšnit takovou publikací. 
Kremerův nejdůležitější pokrok v psychologii bylo systematické rozlišování psychických jevů na vědomé a nevědomé a pojednání o antropologii jako vědě , která zkoumá vzájemné vztahy mezi těmito dvěma skupinami jevů. Kremer považoval jednání za nejlepší zdroj informací o osobě, předjímal tak postoj Wilhelma Diltheye.